# Piatra (Brăduleț), Argeș
Piatra este un sat în comuna Brăduleț din județul Argeș, Muntenia, România.